# Treme Brass Band
Le Treme Brass Band est une fanfare  de La Nouvelle-Orléans (Louisiane) dirigé par le batteur Benny Jones. Le groupe joue de la musique traditionnelle de La Nouvelle-Orléans. Il est composé des saxophonistes Elliot Callier et Frédéric Sheppard, du tromboniste Corey Henry et du sousaphoniste Kirk Joseph. Lionel Batiste apparaît constamment sur la grosse caisse et au chant. Kermit Ruffins est l'un des créateurs du Brass Band mais l'a quitté pour former son propre groupe, les Barbecues swingers.
Ils ont sorti deux albums, Gimme My Money Back Records Arhoolie et I Got a Big. Le groupe tire son nom du quartier de La Nouvelle-Orléans Tremé. 
En 2010, le Brass Band Treme apparaît dans la série HBO Treme qui traite de la reconstruction de la ville à la suite de l'Ouragan Katrina.